# Quintanilla del Monte
Quintanilla del Monte is een gemeente in de Spaanse provincie Zamora in de regio Castilië en León met een oppervlakte van 21,72 km². Quintanilla del Monte telt 102 inwoners (1 januari 2016).

## Demografische ontwikkeling
Bron: INE, 1857-2011: volkstellingen